# Lodan Wetan
Lodan Wetan is een bestuurslaag in het regentschap Rembang van de provincie Midden-Java, Indonesië. Lodan Wetan telt 3096 inwoners (volkstelling 2010).